# Pakosław
Pakosław este o arie protejată (sit de importanță comunitară — SCI) din Polonia întinsă pe o suprafață de 668,63 ha, integral pe uscat.

## Localizare
Centrul sitului Pakosław este situat la coordonatele 51°12′20″N 21°09′16″E / 51.2055°N 21.1545°E.

## Înființare
Situl Pakosław a fost declarat sit de importanță comunitară în septembrie 2006 pentru a proteja 3 specii de plante și 3 specii de animale.

## Biodiversitate
Situată în ecoregiunea continentală, aria protejată conține 3 habitate naturale: Fânețe de joasă altitudine (Alopecurus pratensis, Sanguisorba officinalis), Mlaștini turboase de tranziție și turbării mișcătoare, Păduri aluvionare cu Alnus glutinosa și Fraxinus excelsior (Alno-Padion, Alnion incanae, Salicion albae).
La baza desemnării sitului se află mai multe specii protejate:
- plante (3): Angelica palustris, curechi de munte (Ligularia sibirica), moșișoare (Liparis loeselii)
- amfibieni (2): buhai de baltă cu burta roșie (Bombina bombina), triton cu creastă (Triturus cristatus)
- mamifere (1): vidră de râu (Lutra lutra)